# 入院時食事療養費
入院時食事療養費（にゅういんじしょくじりょうようひ）とは、健康保険法等を根拠に、日本の公的医療保険において、被保険者が保険医療機関に入院した際に、保険医療機関等から受ける食事の提供について保険給付を行うものである。平成6年の改正法施行により新設された。
入院時の食事は医療の一環として提供されるべきものであり、それぞれ患者の病状に応じて必要とする栄養量が与えられ、食事の質の向上と患者サービスの改善をめざして行われるべきものである（平成18年3月6日保医発第0306009号）。しかしながら、現行の日本の保険医療では、入院時の食事療養は療養の給付の対象外とされている。それゆえ、所定の要件を満たした食事療養については、保険給付を行おうとするものである。以下では健康保険法に基づいて述べるが、他の公的医療保険（船員保険、国民健康保険、後期高齢者医療制度、共済組合等）でも内容はほぼ同一である。
- 健康保険法について、以下では条数のみ記す。

## 概説
被保険者（特定長期入院被保険者を除く）の入院時、保険医療機関等から受ける食事の提供については、食事療養標準負担額を被保険者が窓口負担し、残余の額について保険給付（現物給付）が行われる（第85条1項）。被扶養者の入院時食事療養にかかる給付は、家族療養費として給付が行われる（第110条）。日雇特例被保険者及びその被扶養者についても、保険料納付要件を満たすことにより、同様に給付が行われる（第130条）。療養を受けようとする者は、やむを得ない場合を除き、被保険者証を当該保険医療機関等に提出しなければならない（施行規則第53条）。
保険医療機関等は、食事療養に要した費用につき、その支払を受ける際、当該支払をした被保険者に対し、正当な理由がない限り、個別の費用ごとに区分して記載した領収証を無償で交付しなければならず（第85条8項、保険医療機関及び保険医療養担当規則第5条の2）、領収証には、入院時食事療養費に係る療養について被保険者から支払を受けた費用の額のうち食事療養標準負担額とその他の費用の額とを区分して記載しなければならない（施行規則第62条）。患者から食事療養標準負担額を超える費用を徴収する場合は、あらかじめ食事の内容及び特別の料金が患者に説明され、患者の同意を得て行っていること（平成18年3月6日保医発第0306009号）。
実際に患者に食事を提供した場合に1食単位で、1日につき3食を限度として算定するものであること（平成18年3月6日保医発第0306009号）。したがって、保険医療機関等で出された食事を摂らずに出前を取ったような場合は保険給付の対象とならない。患者が希望して通常のメニューにない特別メニューが提供された場合は、標準負担額とは別に特別料金を自費で負担する。なお、点滴栄養のみを受けている入院患者からは、食事療養標準負担額は徴収されない（点滴栄養は「療養の給付」に当たる）。
保険医療機関は、その入院患者に対して食事療養を行うに当たっては、病状に応じて適切に行うとともに、その提供する食事の内容の向上に努めなければならない。保険医療機関は、食事療養を行う場合には、当該療養にふさわしい内容のものとするほか、当該療養を行うに当たり、あらかじめ、患者に対しその内容及び費用に関して説明を行い、その同意を得なければならない。保険医療機関は、その病院又は診療所の病棟等の見やすい場所に、食事療養の内容及び費用に関する事項を掲示しなければならない（保険医療機関及び保険医療養担当規則第5条の3）。

### 食事療養標準負担額
食事療養標準負担額は、平均的な家計における食費の状況及び特定介護保険施設等における食事の提供に要する平均的な費用の額を勘案して厚生労働大臣が定めるとされ（第85条2項）、厚生労働大臣は、この基準を定めようとするときは、中央社会保険医療協議会に諮問するものとする（第85条3項）。また厚生労働大臣は、食事療養標準負担額を定めた後に勘案又はしん酌すべき事項に係る事情が著しく変動したときは、速やかにその額を改定しなければならない（第85条4項）。平成18年4月の改正法施行により、入院時の食事の負担が、これまで食数に関わらず1日単位で計算していたものを1食単位に変更した。
地域包括ケアシステムを構築する中で入院と在宅医療の公平を図る観点から、入院時の食事代について、一般所得者を対象に食材費相当額に加えて調理費相当額の負担を求めることとし、平成28年4月以降2回に分けて食事療養標準負担額の引き上げが行われた。平成30年4月現在、食事療養標準負担額は、1食につき460円である（平成29年6月30日厚生労働省告示第239号）。指定難病患者及び小児慢性特定疾病患者等については負担額を据え置き、260円としている。低所得者については、あらかじめ保険者に申請して減額認定証の交付を受けておき、これを保険医療機関等に提出することで減免措置がとられる。すなわち、市町村民税の非課税者・免除者・減額を受けなければ生活保護が必要な者については、直近12月以内の入院日数が90日以内の場合は1食につき210円、90日超の場合は1食につき160円となる。また70歳以上で判定基準所得がない者については1食につき100円となる。
食事療養標準負担額は、高額療養費の支給対象とはならない。

## 入院時生活療養費
特定長期入院被保険者には入院時食事療養費は支給されず、代わって入院時生活療養費が支給される。なお「特定長期入院被保険者」とは、療養病床に入院する65歳（平成18年10月~平成20年3月の間は70歳）以上の被保険者のことをいう。平成18年の改正法施行により導入された。
患者は医療上の必要性から入院しており、病院での食事・居住サービスは、入院している患者の病状に応じ、医学的管理の下に保障する必要があることから、医療保険においては、食費に加え居住費についても保険給付の対象とするものである。一方、療養病床については、介護病床と同様に「住まい」としての機能を有していることに着目し、介護施設において通常本人や家族が負担している食費及び居住費を医療保険においても自己負担化するものである。介護保険との制度の均衡を図る目的で設けられている（平成17年10月より、介護保険では、介護療養病床を含む介護保険3施設における食費及び居住費が原則として保険給付外となっている）。
特定長期入院被保険者が、保険医療機関等のうち自己の選定するものから療養の給付と併せて受けた「食事の提供である療養」「温度、照明及び給水に関する適切な療養環境の形成である療養」に要した費用については、生活療養標準負担額を被保険者が窓口負担し、残余の額について、保険給付（現物給付）される（第85条の2）。被扶養者の入院時生活療養にかかる給付は、家族療養費として給付が行われる（第110条）。
保険医療機関等は、入院時生活療養費に係る療養に要した費用につき、その支払を受ける際、当該支払をした被保険者に対し、正当な理由がない限り、個別の費用ごとに区分して記載した領収証を無償で交付しなければならず（第85条の2第5項、保険医療機関及び保険医療養担当規則第5条の2）、領収証には、入院時生活療養費に係る療養について被保険者から支払を受けた費用の額のうち生活療養標準負担額とその他の費用の額とを区分して記載しなければならない（施行規則第62条の2）。
入院時の生活療養の温度、照明及び給水に関する療養環境は医療の一環として形成されるべきものであり、それぞれの患者の病状に応じて適切に行われるべきものである（平成18年3月6日保医発第0306009号）。保険医療機関は、その入院患者に対して生活療養を行うに当たっては、病状に応じて適切に行うとともに、その提供する食事の内容の向上並びに温度、照明及び給水に関する適切な療養環境の形成に努めなければならない。保険医療機関は、生活療養を行う場合には、当該療養にふさわしい内容のものとするほか、当該療養を行うに当たり、あらかじめ、患者に対しその内容及び費用に関して説明を行い、その同意を得なければならない。保険医療機関は、その病院又は診療所の病棟等の見やすい場所に、生活療養の内容及び費用に関する事項を掲示しなければならない（保険医療機関及び保険医療養担当規則第5条の3の2）。

### 生活療養標準負担額
生活療養標準負担額の額は、平均的な家計における食費及び光熱水費の状況並びに病院及び診療所における生活療養に要する費用について介護保険法第51条の3第2項に規定する食費の基準費用額及び居住費の基準費用額に相当する費用の額を勘案して厚生労働大臣が定めるとされ（第85条の2第2項）、厚生労働大臣は、この基準を定めようとするときは、中央社会保険医療協議会に諮問するものとする（第85条の2第3項）。また厚生労働大臣は、生活療養標準負担額を定めた後に勘案又はしん酌すべき事項に係る事情が著しく変動したときは、速やかにその額を改定しなければならない（第85条の2第4項）。
生活療養標準負担額は、居住費分と食費分とに分かれる。指定難病患者等については、居住費分は無料、食費分は食事療養標準負担額と同額であり、結果的には食事療養標準負担額と同額になる。
| 区分                      | 食費                         |
| ------------------------- | ---------------------------- |
| 一般・入院時生活療養（I） | 460円                        |
| 一般・入院時生活療養（II) | 420円                        |
| 低所得者（II)             | 210円（長期入院該当は160円） |
| 低所得者（I)              | 130円（必要性高は100円）     |

その他の者については、居住費分は入院医療の必要性の高い者（指定難病患者を除く）については平成29年10月以降1日につき200円（平成30年4月以降370円）、入院医療の必要性の低い者については1日につき370円となる。食費分は所得等により1食につき100円〜460円である。
一般病床と療養病床を有する保険医療機関において、一般病床から療養病床に転床した日は、療養病棟入院基本料等を算定し、生活療養を受けることとなることから、転床前の食事も含め、全ての食事について入院時生活療養費（食事の提供たる療養に係るもの）が支給され、食事の提供たる療養に係る生活療養標準負担額（患者負担額）を徴収する。一方、療養病床から一般病床に転床した日は、転床前の食事も含め、全ての食事について入院時食事療養費が支給され、食事療養標準負担額（患者負担額）を徴収する（平成18年3月6日保医発第0306009号）。
- 入院時生活療養（I）とは、下記の基準を満たす旨の届出を行っている保険医療機関における療養であり、（II）は（I）に該当しない療養である（平成18年3月6日保医発第0306009号）。
  - 医師、管理栄養士又は栄養士による検食が毎食行われ、その所見が検食簿に記入されている。
  - 普通食（常食）患者年齢構成表及び給与栄養目標量については、必要に応じて見直しを行っていること。
  - 食事の提供に当たっては、喫食調査等を踏まえて、また必要に応じて食事せん、献立表、患者入退院簿及び食料品消費日計表等の食事療養関係帳簿を使用して食事の質の向上に努めること。
  - 患者の病状等により、特別食を必要とする患者については、医師の発行する食事せんに基づき、適切な特別食が提供されていること。
  - 適時の食事の提供に関しては、実際に病棟で患者に夕食が配膳される時間が、原則として午後6時以降とする。ただし、病床数が概ね500床以上であって、かつ、当該保険医療機関の構造上、厨房から病棟への配膳車の移動にかなりの時間を要するなどの当該保険医療機関の構造上等の特別な理由により、やむを得ず午後6時以降の病棟配膳を厳守すると不都合が生じると認められる場合には、午後6時を中心として各病棟で若干のばらつきを生じることはやむを得ない。この場合においても、最初に病棟において患者に夕食が配膳される時間は午後5時30分より後である必要がある。また、全ての病棟で速やかに午後6時以降に配膳できる体制を整備するよう指導に努められたい。
  - 保温食器等を用いた適温の食事の提供については、中央配膳に限らず、病棟において盛り付けを行っている場合であっても差し支えない。
  - 医師の指示の下、医療の一環として、患者に十分な栄養指導を行うこと。